# Aeronaut
Az Aeronaut (észt: Eesti Õhusõidu Aktsiaselts Aeronaut) egy észt légitársaság volt, amely 1921 és 1928 között működött. Ez volt Észtország első légitársasága.
A vállalat első repülőgépe egy Sablatnig P.III volt, később ezt lecserélték egy Junkers F 13-as repülőgépre.
A légitársaság a következő célállomásokat szolgálta ki Tallinnból: Helsinki, Stockholm, Riga, Königsberg, Tartu, Viljandi, Pärnu.
1923-ban az Aeronaut megalapította Finnország nemzeti légitársaságát, a Finnairt.

## Fordítás
- Ez a szócikk részben vagy egészben  az   Aeronaut (company) című angol Wikipédia-szócikk ezen változatának fordításán alapul.  Az eredeti cikk szerkesztőit annak laptörténete sorolja fel. Ez a jelzés csupán a megfogalmazás eredetét és a szerzői jogokat jelzi, nem szolgál a cikkben szereplő információk forrásmegjelöléseként.